# Pterula capillaris
Pterula capillaris är en svampart som först beskrevs av Joseph-Henri Léveillé, och fick sitt nu gällande namn av Pier Andrea Saccardo 1888. Pterula capillaris ingår i släktet Pterula och familjen mattsvampar.   Inga underarter finns listade i Catalogue of Life.